# Vinicio Lazzarini
Vinicio Lazzarini (Portogruaro, 5 febbraio 1929) è un ex calciatore italiano, di ruolo centrocampista.

## Carriera
Gioca per tre stagioni in Serie A dal 1949 al 1952 e altrettante in Serie B dal 1952 al 1955 con la maglia del Padova, per un totale di 79 presenze e 6 gol.
Debutta con i biancoscudati il 30 ottobre 1949 nella partita Padova-Pro Patria (1-1). Veste per l'ultima volta la maglia dei veneti in occasione della partita Palermo-Padova (0-2) del 3 aprile 1955.